# Сполучене королівство Португалії, Бразилії й Алгарве
Сполучене королівство Португалії, Бразилії й Алгарве — держава, що існувала з 1815 до 1825 року на територіях сучасних Португалії та Бразилії, а також на територіях колоніальних володінь Португалії в Африці, Азії й островах в Атлантичному океані, що їй належали.
Багатоконтинентальна монархія, що була утворена шляхом піднесення португальської колонії під назвою Штат Бразилія до статусу королівства та одночасного об’єднання цього Королівства Бразилія з Королівством Португалія та Королівством Алгарве, утворюючи єдину державу, що складається з трьох королівств.
Сполучене Королівство Португалії, Бразилії та Алгарве було утворено в 1815 році після переїзду португальського двору до Бразилії під час наполеонівського вторгнення до Португалії, і воно продовжувало існувати приблизно рік після повернення двору до Європи, будучи де-факто скасовано в 1822 році, коли Бразилія проголосила свою незалежність. Розпад Сполученого Королівства був прийнято Португалією та офіційно оформлено де-юре в 1825 році, коли Португалія визнала незалежну Бразильську імперію.
Під час свого існування Сполучене Королівство Португалії, Бразилії та Алгарве не відповідало всій Португальській імперії: скоріше Сполучене Королівство було трансатлантичною метрополією, яка контролювала Португальську колоніальну імперію з її заморськими володіннями в Африці та Азії.
Таким чином, з точки зору Бразилії, підвищення до рангу королівства та створення Сполученого Королівства означало зміну статусу від статусу колонії до статусу рівноправного члена політичного союзу. На хвилі Ліберальної революції 1820 року в Португалії спроби поставити під загрозу автономію і навіть єдність Бразилії призвели до розпаду союзу.

## Історія

### Утворення
Сполучене королівство Португалії, Бразилії та Алгарве виникло внаслідок війни Португалії з наполеонівською Францією . В 1808 португальський принц-регент (майбутній король Жуан VI) разом зі своєю недієздатною матір'ю (королевою Марією I) і королівським двором втік через океан до колонії Бразилія.
Після поразки Наполеона в 1815 році пролунали заклики до повернення португальського монарха до Лісабона; проте португальський принц-регент насолоджувався життям в Ріо-де-Жанейро, де монархія на той час була більш популярною, ніж у метрополії, і де він мав більшу свободу, і тому не поспішав повертатися до Європи. Однак прихильники повернення двору до Лісабона стверджували, що Бразилія є лише колонією і що неправильно, щоб Португалією керували з колонії. З іншого боку, бразильська колоніальна еліта наполягала на тому, щоб Бразилія перестала бути колонією, і щоб місцеві жителі могли повністю користуватися статусом громадян метрополії. Місцеві націоналісти також підтримували цей крок, оскільки перебування двору в Бразилії означало, що Бразилія більше не підкорятиметься інтересам Португалії, а матиме рівний статус у рамках трансатлантичної монархії.
Законом, виданим принцом-регентом 16 грудня 1815 року , колонія Бразилія була зведена в ранг королівства, і тим самим законом королівства Португалія, Бразилія та Алгарве були об'єднані в єдину державу під назвою Сполучене Королівство Португалії, Бразилії та Алгарве ( відповідає сучасному португальському регіону (Алгарве).
Титули португальської королівської родини були змінені, щоб відобразити створення Сполученого королівства: титули королеви та принца-регента були відповідно змінені на королеву та принца-регента Сполученого Королівства Португалії, Бразилії та Алгарві. Титул принца Бразилії , який раніше належав спадкоємцю португальської корони, в 1817 був скасований і замінений титулом принца Сполученого Королівства . Для держави також було прийнято новий прапор та герб.

### Проголошення Жуана VI королем
20 березня 1816 року королева Марія I померла в Ріо-де-Жанейро. Принц Жуан, принц-регент, був проголошений королем Жуаном VI , другим монархом Сполученого Королівства, зберігши нумерацію португальських правителів. Після періоду жалоби та деяких затримок 6 лютого 1818 року в Ріо-де-Жанейро відбулися урочистості з нагоди коронації нового короля.
У день своєї коронації Жуан VI започаткував Орден Непорочного зачаття Діви Марії Віла-Вісозської, єдиний лицарський орден, створений в епоху Сполученого Королівства. Цей орден існував у Сполученому Королівстві поряд зі старими португальськими лицарськими орденами та орденом Башти та меча, древнім орденом, який не діяв і був відроджений португальською монархією у листопаді 1808 року, коли двір вже був у Бразилії.

### Повернення Жуана VI до Європи
Після Ліберальної революції 1820 року в Португалії король залишив Бразилію і повернувся до європейської частини Сполученого Королівства, прибувши до Лісабона 4 липня 1821 року. Перед своїм від'їздом король, поступившись проханнями бразильських придворних, вирішив залишити свого спадкоємця, принца Педру. Указом, виданим 22 квітня 1821 року, король надав Педру титул регента Бразилії та надав йому делеговані повноваження щодо виконання загального законодавства як віце-король, тим самим надавши Королівству Бразилія відокремлену адміністрацію в рамках Сполученого Королівства. Регентство принца Педру яке забезпечило єдність бразильського народу під єдиним урядом, а й забезпечило високий рівень автономії стосовно уряду Сполученого Королівства. Наступні спроби уряду в Лісабоні урізати самоврядування Бразилії призвели до проголошення незалежності Бразилії та розпаду Сполученого Королівства.

### Розпад Сполученого Королівства

#### Підготовка до розпуску
Кортеси (парламент), що зібралися в Лісабоні після Ліберальної революції 1820 для розробки Конституції Сполученого Королівства, складалися в основному з португальських делегатів. Це сталося тому, що революція була португальською за походженням, і членів кортесів було обрано у Португалії. Пізніше була обрана бразильська делегація, і бразильські делегати перетнули Атлантику, щоб приєднатися до обговорень, що вже почалися. Крім того, бразильські представники часто переслідувалися на вулицях з боку португальських громадян, які обурювалися закінченням колоніального правління Бразилією. Бразильці також були недоставлені у кортесах.
Що стосується короля, то після прибуття в Лісабон він повівся так, ніби прийняв новий політичний устрій, що виник у результаті Ліберальної революції (цю позицію він зберігав до середини 1823), за яким повноваження корони були серйозно обмежені. Регентська рада, яка була обрана кортесами для управління Португалією після революції і яка силою замінила попередніх губернаторів, повернула кермо влади монарху після його прибуття до Лісабона, але король тепер обмежувався виконанням повноважень виконавчої влади і не мав жодного впливу на розробку Конституції або на дії кортесів.
Кортеси, в яких домінувала португальська більшість, включили до Конституції положення, за якими народ Сполученого Королівства іменувався "португальською нацією". У проекті Конституції йшлося про "португальських громадян обох півкуль", кортеси також включили до запропонованої Конституції положення, що підривали основи автономії уряду Бразилії. Проект Конституції мав зберегти регентство в Королівстві Бразилія, але в ньому містилося положення, що дозволяє законодавчому органу Сполученого Королівства виключати бразильські провінції з-під юрисдикції регента. Таким чином, уряд Сполученого Королівства в Лісабоні мав би право розірвати зв'язки між бразильською провінцією та центральним урядом Бразилії, підкоривши цю провінцію безпосередньо уряду в Лісабоні. У разі ухвалення ці норми не лише підірвали б бразильське самоврядування, а й ставили під загрозу єдність бразильського народу, оскільки бразильці більше не мали б центрального уряду. Португальські депутати в кортесах навіть внесли законопроект, який би розірвав зв'язки між центральним урядом Королівства Бразилія в Ріо-де-Жанейро і деякими провінціями на північному сході Бразилії. Португальські кортеси також зажадали негайного повернення наслідного принца до Європи.
Бразильські націоналісти сприйняли ініціативи кортесів як спробу реалізації принципу "розділяй і володарюй". Вони стверджували, що як тільки положення, схвалені кортесами, будуть прийняті та виконані, Бразилія, формально залишаючись частиною трансатлантичної монархії, насправді буде повернена в стан колонії. Бразильці побоювалися розпаду Бразилії зі створенням провінцій, які безпосередньо підпорядковуються Лісабонському уряду. Крім того, формулювання в проекті Конституції, що передбачає включення колоній Португальської колоніальної імперії в Африці та Азії до складу території Сполученого Королівства, було сприйнято як намір кортесів знову звести Бразилію до положення колонії: території в Африці та Азії продовжували залишатися колоніями і піддаватися їх включенням до складу Сполученого королівства відроджувався статус Португалії як гегемона над рештою частин королівства, у тому числі над Бразилією. Деякі португальські політики відкрито закликали знову запровадити у Бразилії обмеження у зовнішній торгівлі, якими бразильські товари могли експортуватися лише у Португалію, а бразильці могли імпортувати товари лише з Португалії. Ця система, яка дозволяла метрополії Португалії здійснювати економічну експлуатацію колоній, було скасовано у Бразилії ще до створення Сполученого Королівства.
Зіткнувшись із такими настроями лісабонських політиків, бразильські прихильники незалежності змогли переконати принца Педру залишитися у Бразилії всупереч наказам кортесів. Він продовжував керувати центральним урядом Бразилії як регент і встановив, що жодні закони, декрети чи інструкції, видані португальськими кортесами чи центральним урядом Сполученого Королівства, не виконуватимуться у Бразилії без його розпорядження. Рішення принца не підкорятися указам кортесів, які вимагали цього повернення, і натомість залишитися в Бразилії як регент було урочисто оголошено 9 січня 1822 року. У лютому 1822 року принц Педру вирішив створити консультативну раду, що складається з представників, обраних для представлення кількох провінцій Бразилії, та призначити вибори до цієї ради. Його перше засідання відбулося 2 червня 1822 року. Указ принца-регента Педру про те, що закони, декрети та розпорядження з Лісабона будуть виконуватися в Бразилії лише за його указом, було опубліковано у травні 1822 року.
Погодившись кинути виклик кортесам і залишитися у Бразилії, принц Педру взяв керівництво бразильським двором. Тим самим Педру загострив конфлікт із Лісабоном, який призвів до відділення Бразилії від Сполученого Королівства, і прискорив проголошення її незалежності. У міру того, як відносини між бразильцями і португальцями погіршувалися, Сполучене Королівство хилилося до розпаду.
Бразильські прихильники незалежності стверджували, що майбутнє Бразилії має вирішуватись бразильцями, а не лісабонськими кортесами, і вимагали скликання Національних установчих зборів Бразилії, окремого від кортесів, зібраних у Португалії. Принц Педру, діючи за порадою нещодавно скликаної Ради, прийняв ці вимоги і 13 червня 1822 року видав указ про призначення виборів до Установчих зборів Бразилії. Через подальшу ескалацію напруженості між Бразилією та Португалією вибори до цих Установчих зборів відбулися лише після того, як принц проголосив незалежність Бразилії.
Кортеси послали війська до Бразилії, щоб домогтися розпуску уряду принца і змусити його повернутися до Португалії, як було наказано, але після прибуття принц наказав цим військам повернутися до Португалії. Португальські війська в Ріо-де-Жанейро підкорилися наказу принца і повернулися до Європи, але в інших провінціях спалахнули бої між бразильцями та португальцями.

#### Проголошення незалежності
Звістка про подальші спроби португальських кортесів домогтися припинення регентства принца Педру безпосередньо призвела до проголошення незалежності Бразилії. В 1822 регент Королівства Бразилія принц Педру, син Жуана VI, проголосив незалежність Бразилії і став бразильським імператором Педру I, що означало кінець Сполученого королівства.
Незалежність Бразилії було проголошено 7 вересня 1822 року , коли принц перебував у провінції Сан-Паулу. Він вирушив туди, щоб заручитися лояльністю провінції до бразильського двору. Принц залишив місто Сан-Паулу, столицю провінції, 5 вересня, а 7 вересня , повертаючись до Ріо-де-Жанейро, отримав лист від свого міністра Жозе Боніфасіо де Андрада-і-Сільва і від своєї дружини, принцеси Леопольдини, які інформували Педру про подальші дії кортесів, спрямованих на силовий розпуск його уряду. Стало ясно, що незалежність — єдиний варіант, що залишився. Педру повернувся до своїх супутників, які включали його почесну варту, і сказав: "Друзі, португальські кортеси хочуть поневолити і переслідувати нас. З сьогоднішнього дня наші відносини розірвані. Жодні узи більше не зможуть об'єднати нас". Далі він зняв біло-блакитну пов'язку, що символізує Португалію: "Зніміть пов'язки, солдати. Хай живе незалежність, свобода та відокремлення Бразилії від Португалії!" Педру оголив свій меч, підтвердивши, що "Заради моєї крові, моєї честі, мого Бога я присягаю дати Бразилії свободу", а потім вигукнув: "Незалежність чи смерть!". Ця подія запам'яталася як "Крік Іпіранг", тому що вона сталася поруч з берегом струмка Іпіранг. Потім принц вирішив терміново повернутися до міста Сан-Паулу, куди він та його оточення прибули вночі 7 вересня. Там вони оголосили про відокремлення Бразилії від Португалії і зустріли велике схвалення населення міста.
Менш ніж за місяць, 23 вересня 1822 року, Лісабонські кортеси, які все ще не знали про декларацію незалежності Бразилії, схвалили Конституцію Сполученого Королівства, яка потім була підписана членами кортесів і представлена королю. У період з 23 вересня по 1 жовтня члени кортесів, включаючи бразильців, які все ще брали участь у його засіданнях, склали присягу дотримуватися Конституції. На урочистій церемонії 1 жовтня 1822 року король Жуан VI постав перед кортесами і виголосив тронну промову, в якій оголосив про своє прийняття Конституції, склав присягу дотримуватися її та підписав документ про згоду, який був включений до тексту Конституції після підписів членів кортесів, заявивши, що король прийняв Конституцію і поклявся дотримуватися її. 4 жовтня , діючи за вказівкою кортесів, португальський король підписав у Королівському палаці Келуш Законодавчу хартію, що оприлюднила текст Конституції і яка наказує її виконання усіма його підданими по всій території Сполученого Королівства. Ця хартія була опублікована наступного дня, 5 жовтня 1822 року. Через відокремлення Бразилії від Сполученого Королівства ця Конституція ніколи не була визнана в Бразилії і діяла лише в Португалії.
Принц Педру спочатку продовжував використовувати титул принца-регента, оскільки не хотів оголошувати себе монархом, бажаючи натомість символічно прийняти корону від підданих. У результаті кілька місцевих рад прийняли клопотання та звернення з проханням до принца-регента прийняти титул короля або імператора (у провінціях не було законодавчих органів, а також на той час не існувало національного законодавчого органу; муніципальні ради були єдиними чинними законодавчими органами). Потім муніципальна рада Ріо-де-Жанейро проголосувала за те, щоб доручити своєму представнику запропонувати принцу Педру титул імператора. 12 жовтня 1822 року принц Педру прийняв пропозицію зайняти бразильський трон і був проголошений першим імператором незалежної імперії Бразилія .
Хоча португальські монархи не коронувалися з XVI століття, новий імперський уряд вирішив, що нещодавно заснована бразильська монархія має прийняти інші звичаї, щоби підкреслити свій статус незалежної країни. Було вирішено, що імператори Бразилії мають бути помазані та короновані за католицьким ритуалом коронації. Вважалося, що це могло підвищити легітимність імператора в очах інших християнських монархій, а також підтвердило б союз між новоявленою державою і церквою в Бразилії. Відповідно, коронація імператора Педро I відбулася 1 грудня 1822 року.

#### Визнання незалежності
Бразильська декларація незалежності та заснування Бразильської імперії призвели до війни за незалежність. Португальці спочатку відмовилися визнати Бразилію суверенною державою, розглядаючи події як заколот і намагаючись зберегти Сполучене Королівство. Однак військові дії не наблизилися до столиці Ріо-де-Жанейро, і основні бої відбувалися у північно-східному регіоні Бразилії. Прихильники незалежності здобули перемогу над португальськими військами та нечисленними місцевими прихильниками Португалії, і останні португальські війська капітулювали у листопаді 1823 року. Порівняно з війнами за незалежність, які вели іспанські колонії під час деколонізації Північної та Південної Америки, війна за незалежність Бразилії не призвела до значного кровопролиття.
Однак за військовою поразкою Португалії не було швидкого визнання незалежності нової країни. Натомість з 1822 по 1825 рік португальський уряд вживав активних дипломатичних зусиль, щоб уникнути визнання незалежності Бразилії європейськими державами, посилаючись на принципи Віденського конгресу. Однак ці іноземні держави були зацікавлені у встановленні торгових та дипломатичних зв'язків із Бразилією. Під тиском Великої Британії Португалія врешті-решт погодилася визнати незалежність Бразилії в 1825 році , що дозволило новій імперії незабаром встановити дипломатичні відносини з іншими європейськими державами.
У 1824 році, після ухвалення Конституції Бразильської імперії 25 березня того ж року, США стали першою країною, яка визнала незалежність Бразилії і розпад Сполученого Королівства.
Визнанню незалежності Бразилії Португалією сприяв державний переворот 3 червня 1823 року, коли король Жуан VI скасував Конституцію 1822 року і розпустив кортеси, цим звернувши назад Ліберальну революцію 1820 року. 4 січня 1824 року король видав Законодавчу хартію, що підтверджує дію "традиційних законів Португальської монархії", тим самим ратифікувавши відновлення абсолютистського режиму в Португалії.
13 травня 1825 Жуан VI видав указ, відповідно до якого португальський король "добровільно поступився і передав суверенітет" над Бразилією своєму синові, бразильському імператору, і, таким чином, визнав Бразилію як "незалежну імперію, окрему від Королівства Португалія і Алгарве". Король намагався проігнорувати факт поразки Португалії у війні з Бразилією та створити враження, що Португалія виявляє великодушність. Через таку односторонню поступку Португалія мала намір уникнути приниження, пов'язаного з мирними переговорами зі своєю колишньою колонією.
Таке одностороннє визнання не було ухвалене бразильцями, які вимагали декларативного визнання незалежності. Уряд Бразилії постановив встановлення мирних відносин та дипломатичних зв'язків із Португалією у залежність від підписання двостороннього договору між двома країнами. Португалія зрештою погодилася, і за посередництва Великої Британії 29 серпня 1825 року у Ріо-де-Жанейро було підписано мирний договір, з якого Португалія офіційно визнала незалежність Бразилії. Цей договір був ратифікований імператором Бразилії 30 серпня 1825 і королем Португалії 15 листопада 1825 і набув чинності після обміну ратифікаційними грамотами в Лісабоні.
Португальці, однак, погодилися підписати договір про незалежність лише за умови, що Бразилія погодиться виплатити репарації за майно португальської держави, яку було захоплено новою бразильською державою. Бразилія відчайдушно потребувала встановлення нормальних дипломатичних відносин з Португалією, тому що інші європейські монархії вже ясно дали зрозуміти, що вони визнають Бразильську імперію лише після встановлення відносин між Бразилією та Португалією. Таким чином, відповідно до окремої конвенції, яка була підписана з тієї ж нагоди, що й Договір про визнання незалежності, Бразилія погодилася виплатити Португалії два мільйони фунтів стерлінгів як компенсацію збитків. Англійці, які виступали посередниками у мирних переговорах, надали Бразилії кредит такого самого розміру, щоб Бразилія могла виплатити обумовлену суму. Таким чином, нова нація досягла міжнародного визнання дорогою ціною. В результаті цієї угоди Бразилія загрузла в боргах перед Великою Британією, але змогла досягти загального міжнародного визнання як де-факто, так і де-юре.
Після визнання незалежності Бразилії від Сполученого Королівства Португалії, Бразилії та Алгарве король Жуан VI своєю хартією від 15 листопада 1825 року змінив назву держави на "Королівство Португалії та Алгарве". Визнання незалежності Бразилії завершило розпад Сполученого Королівства.
Відповідно до положення про патент від 13 травня 1825 року, підтвердженого Договором про визнання незалежності, незважаючи на відділення Бразилії від Португальської монархії, португальському королю Жуану VI було дозволено до кінця життя носити почесний титул "Імператор Бразилії", з застереженням, виключно почесним та церемоніальним. Цей почесний титул втратив чинність після смерті короля Жуана VI 10 березня 1826 року.
Новина про конвенцію, за якою Бразилія погодилася виплатити Португалії фінансову компенсацію, обурила багатьох бразильців, які розцінили цю виплату як результат невдалих переговорів. Присвоєння португальському королеві почесного імператорського титулу також не мало популярності у бразильців.

### Наслідки: розв'язання династичної плутанини
Зі смертю португальського короля Жуана VI його перший спадкоємець, бразильський імператор Педру I, успадкував португальську корону і недовго правив як король Педру IV. 20 березня 1826 Португальська регентська рада (заснована королем Жуаном VI під час його останньої хвороби і очолювана інфантою Ісабель Марією, дочкою Жуана VI і сестрою Педру I) оприлюднила оголошення про сходження бразильського імператора на португальський престол. Завдяки цьому союзу корон, монархії Португалії та Бразилії знову ненадовго об'єдналися, але про возз'єднання двох окремих держав не йшлося. Існування навіть особистого союзу розглядалося бразильськими політиками як небезпечне, оскільки могло вплинути на суверенітет новоствореної країни.
Були зроблені кроки, щоб покласти край особистому союзу: Педру I погодився зректися португальського престолу на користь своєї старшої дочки, але він також хотів переконатися, що її права будуть дотримуватися, і він також хотів відновити конституційну монархію в Португалії. Щоб покласти край португальській абсолютної монархії, король-імператор доручив розробити нову конституцію Португалії, яка багато в чому ґрунтувалася на Конституції Бразилії. Цей документ було доопрацьовано менш ніж за тиждень.
Після ухвалення нової конституції Португалії 29 квітня 1826 року, і як вже було оголошено в цій Конституції, король-імператор Педру зрікся португальської корони на користь своєї дочки, принцеси Марії та Глорія, 2 травня 1826 року. Таким чином, принцеса Марія та Глорія стала королевою Португалії Марією II. Документ, яким бразильський імператор зрікся португальської корони, був підписаний за кілька днів до першого засідання парламенту, заснованого Конституцією Бразилії 1824 року, який вперше зібрався 6 травня 1826 року. Перед своїм зреченням, 26 квітня, король Педру підтвердив регентство Португалії, яке було встановлене його батьком під час його останньої хвороби та яке очолювала інфанта Ісабель Марія. Оскільки нова королева Марія II все ще була неповнолітньою, Португалією мали керувати регенти. 30 квітня король Педру IV призначив дату перших виборів до законодавчих органів відповідно до нової конституції Португалії. 

12 травня 1826 року британський посланник Чарльз Стюарт відбув із Ріо-де-Жанейро до Португалії, взявши з собою акти, підписані бразильським імператором як королем Португалії, включаючи нову португальську конституцію та акт про зречення португальської корони. Стюарт прибув до Лісабону 2 липня 1826 року і представив уряду Португалії акти, підписані Педру IV. 12 липня португальський уряд опублікував нову Конституцію, а 31 липня португальське регентство принесло клятву дотримуватися Конституції, ознаменувавши її набрання чинності. 1 серпня 1826 року королева Марія II була проголошена королевою Португалії, а інфанта Ісабель Марія – регентом. 4 жовтня вигнаний інфант дон Мігел , який намагався повалити свого батька, приніс у Відні присягу на вірність королеві Марії II та Конституції.
В 1827 інфант Мігел знову заявив свої права на престол, почалася громадянська війна. Мігел змінив інфанту Ісабель Марію на посаді регента Португалії 26 лютого 1828 і спочатку погодився правити від імені королеви, але 7 липня 1828 проголосив себе королем, прийнявши титул Мігела I. Марія II буде відновлена на троні тільки в 1834 році. У будь-якому разі, беззаперечне підтвердження Педро свого зречення престолу зміцнило неможливість нового союзу між Португалією і Бразилією.
Зречення Педру від португальського престолу призвело до поділу бразильської та португальської монархій, оскільки португальську корону успадкували королева Марія II та її наступники, а бразильську корону успадкував бразильський спадкоємець Педру I, принц Педро де Алькантара, який стане майбутнім імператором. Принц Педру де Алькантара у відсутності прав на португальську корону, оскільки, народившись у Бразилії після визнання португальцями незалежності Бразилії, не був підданим Португалії, а відповідно до португальської конституцією іноземець не міг наслідувати португальську корону.
Питання статусу королеви Марії II в бразильській лінії наслідування став актуальним після того, як імператор Педру II обійняв бразильський престол неповнолітнім в 1831 році , оскільки питання полягало вже не тільки в тому, чи є у королеви Португалії місце в бразильській лінії наслідування, а в тому, що вона була старшою дочкою Педру I, тобто першим претендентом на бразильський трон. У разі бездітної смерті Педру II вона могла претендувати на трон Бразилії. У 1835 році Генеральна асамблея Бразилії прийняла статут, підписаний регентом від імені імператора Педру II, який оголошує королеву Португалії Марію II, яка втратила свої права наслідування корони Бразилії через її положення іноземки, так що вона та її нащадки були виключені з бразильської лінії спадкування.